# Tombeau de Suleiman Chah
Le tombeau de Suleiman Chah (turc : Süleyman Şah Türbesi) est un monument situé en Syrie dans le gouvernorat d'Alep, à 22 km à l'ouest de Kobané et à quelques centaines de mètres de la frontière turque. Déplacé à plusieurs reprises depuis un siècle, le tombeau (turbé) contient, selon la tradition ottomane, la dépouille de Suleiman Chah, grand-père du fondateur de l'Empire ottoman Osman Ier.

## Histoire

### Suleiman Chah

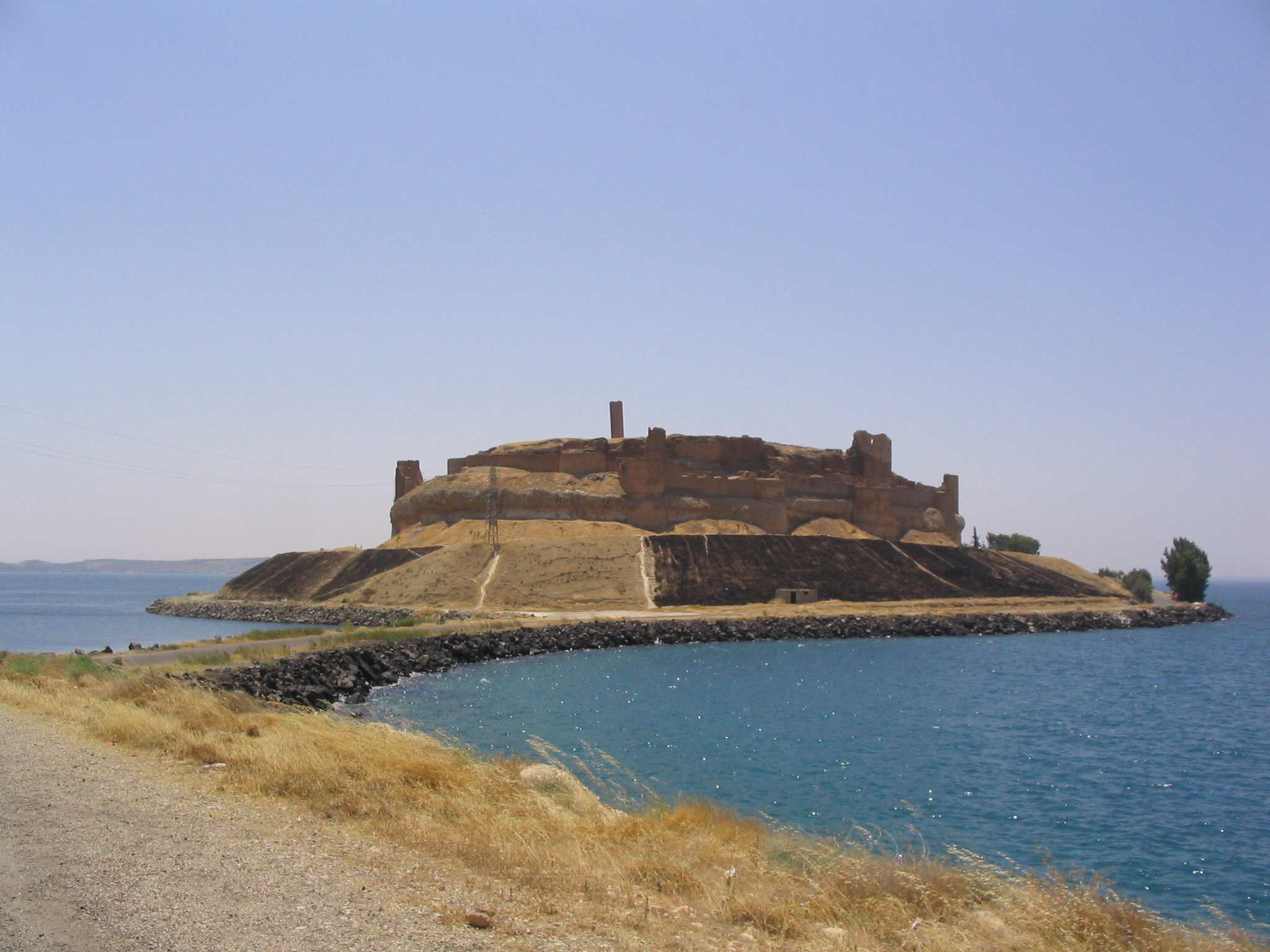
Qal'at Ja'bar, le fort au pied duquel le tombeau de Suleiman Chah était situé avant la mise en eau du barrage de Tabqa en 1973.

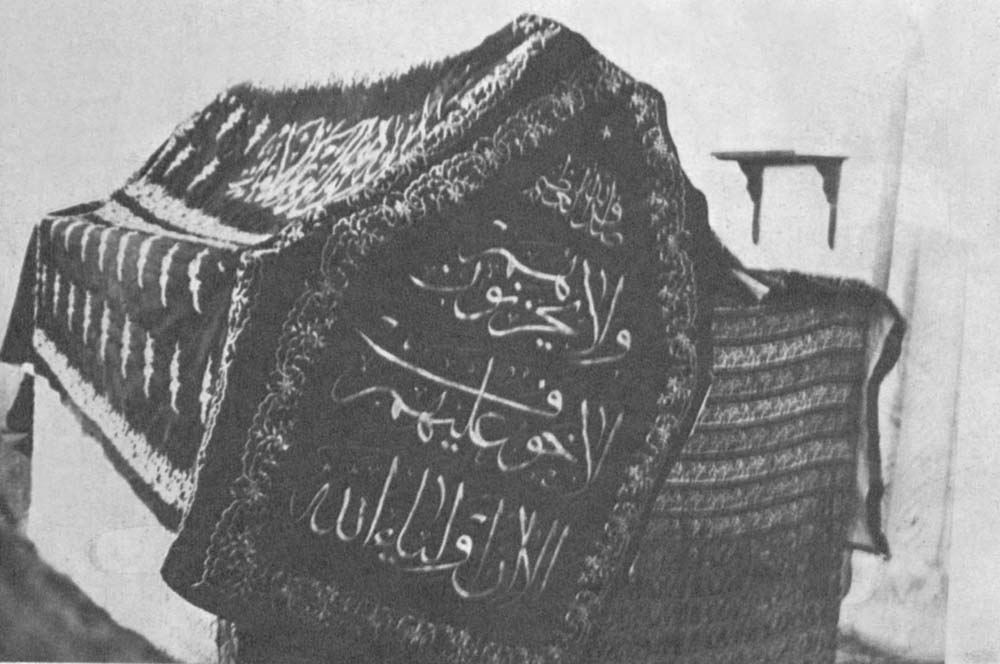
Tombe de Suleiman Chah en 1921

Selon la tradition ottomane, Suleiman Chah, le grand-père du fondateur de l'empire ottoman Osman Ier, se serait noyé en 1227 dans l'Euphrate à proximité du fort de Qal'at Ja'bar et aurait été enterré sur ce site. Il est néanmoins probable qu'il y ait une confusion avec une autre histoire se rapportant au fondateur seldjoukide du sultanat de Roum, Suleyman ibn Kutulmuch. Par ailleurs, il n'existe aucune certitude quant au fait que ce tombeau soit lié à l'un ou l'autre de ces personnages.
Le tombeau est détruit lors de l'invasion mongole de 1260. En 1510 le sultan ottoman Sélim Ier, qui a conquis la région, le fait restaurer. D'autres travaux sont entrepris sous le règne d'Abdülhamid II (1876-1909).

### Traité d'Ankara
Le traité d'Ankara est signé le 20 octobre 1921 entre la France et le Gouvernement de la Grande Assemblée nationale représentant les forces nationalistes turques ne reconnaissant pas l'autorité de l'empire ottoman moribond. Cet accord met fin à la campagne de Cilicie menée par la France. En échange de la reconnaissance de la souveraineté française sur la Syrie mandataire, ce pays renonce à ses prétentions territoriales en Anatolie. L'accord fixe dans une large mesure la frontière syro-turque actuelle.
L'article 9 du traité stipule que :

« Le tombeau de Suleiman Chah, le grand-père du Sultan Osman, fondateur de la dynastie ottomane (tombeau connu sous le nom de Turc Mézari), situé à Djaber-Kalessi restera, avec ses dépendances, la propriété de la Turquie, qui pourra y maintenir des gardiens et y hisser le drapeau turc. »

— Traité d'Ankara, article 9.
En 1938, un poste de gendarmerie est construit à côté du tombeau. Depuis cette époque, le monument a été sous la protection constante des troupes turques.

### Mise en eau du lac el-Assad et premier déplacement du tombeau
Lors de la construction du barrage de Tabqa en 1973, le site du tombeau a été noyé sous les eaux du lac el-Assad. Le tombeau a été déplacé à 80 km en amont de Qal'at Ja'bar, un château qui domine l'Euphrate, à proximité de la localité de Sarrin et du pont de Qarah Qawzaq. Ce site se trouvait à 25 km de la frontière syro-turque. Il est, comme le précédent auparavant, devenu propriété de la république de Turquie en vertu du traité d'Ankara de 1921. 
En 2001, la montée des eaux du nouveau lac créée par la construction du barrage de Tichrine amène les autorités turques à envisager de déménager de nouveau le tombeau. Il est finalement décidé de renforcer le site contre la montée des eaux.

### Guerre civile syrienne
Avant la guerre civile syrienne opposant depuis 2011 le régime syrien à différentes factions armées, le site est gardé par une douzaine de soldats turcs. Le déclenchement des hostilités entraîne un renforcement de la garnison. Les effectifs sont portés à une trentaine de militaires et des postes de défense sont aménagés. Le ravitaillement s'effectue exclusivement par hélicoptère et la relève mensuelle s'effectue aussi par cette voie. Pour autant, les différents belligérants évitent d'intervenir sur le site. La position officielle du gouvernement turc est alors que toute intervention sera considérée comme une attaque sur le territoire national et fait valoir que cela pourrait provoquer une riposte de l'OTAN dont elle est membre.
L'État islamique en Irak et au Levant, groupe djihadiste en se battant à la fois contre le régime de Damas et l'opposition syrienne, menace, le 20 mars 2014, via une vidéo sur YouTube, d'attaquer le site si les Turcs refusent de se retirer. Ce groupe considère, conformément à la doctrine wahabbie, que prier sur les tombes est un acte de shirk, c'est-à-dire d'idolâtrie. Il a déjà à son actif la destruction de plusieurs sépultures connues dans la région. La menace n'est cependant pas suivie d'effets.
Le site du tombeau étant situé sur une péninsule, seuls deux accès terrestres, par une langue de terre et via un pont, sont possibles. Aussi en cas d'attaque, la petite garnison aurait disposé, malgré son  isolement, d’atouts stratégiques pour défendre les installations. Par ailleurs, elle aurait pu compter sur l'appui de l'artillerie turque positionnée de l'autre côté de la frontière et dont les obusiers de 155 mm, d'une portée de 40 km étaient en mesure de tenir à distance les assaillants. Deux avions de chasse F16 de l'armée de l'air turque se trouvaient aussi en alerte permanente pour intervenir en soutien. En revanche, l'acheminement de renforts ou l'évacuation par voie terrestre ou aérienne était jugée difficile en cas d'attaque.

#### Enregistrement controversé sur une opération d'intoxication des autorités turques
Un enregistrement audio sauvage concernant une possible opération sous fausse bannière contre le tombeau est diffusé sur Youtube le 27 mars 2014. Il s'agit d'une conversation tenue entre le ministre des Affaires étrangères turc Ahmet Davutoğlu et des responsables du renseignement et de l'armée. D'après cet enregistrement, Hakan Fidan le responsable du Millî İstihbarat Teşkilatı (MIT), le service de renseignement turc, a proposé d'envoyer un commando de quatre hommes en Syrie pour mener des attaques à la roquette contre les positions turques de l'autre côté de la frontière ou contre le tombeau de Suleiman Chah. En attribuant ces attaques à l'organisation djihadiste EIIL, il aurait été ainsi possible de créer un casus belli et d'impliquer l'OTAN dans le conflit. Le gouvernement turc a déclaré que le contenu des enregistrements avait été trafiqué, et a immédiatement procédé à la fermeture de l'accès à YouTube en Turquie,. Cette affaire intervient alors que d'autres enregistrements sauvages incriminent des membres du gouvernement et des proches du premier ministre turc Recep Tayyip Erdoğan dans des affaires de corruption. 

#### Évacuation de 2015 avec l'aide des Kurdes du PYD
En raison de la pression militaire croissante de l'EI autour de l'enclave, la Turquie organise en 2015 une opération militaire, baptisée opération Şah Fırat (soit le « Chah de l'Euphrate »), pour évacuer les reliques de Souleiman Chah ainsi que les 38 soldats des forces spéciales dévolus à la garde du mausolée. La décision turque intervient alors que les rapports de force sont en pleine évolution dans la zone. Les Kurdes du Parti de l’union démocratique (PYD), après avoir pendant des mois été assiégés à Kobané par l'État islamique, sont en passe de regagner le contrôle de l'ensemble de l'hinterland séparant la ville kurde du tombeau. Ceci permet donc aux forces turques d'utiliser cette zone autonome kurde comme un corridor leur évitant toute confrontation directe avec l’État islamique.
Les dirigeants turcs ont ainsi demandé aux Kurdes du PYD, principal parti kurde de Syrie, de leur accorder un terrain pour y placer la dépouille de Souleiman Chah. De plus, l’armée turque a été soutenue lors de son intervention par des éléments de l’Armée syrienne libre mais aussi des « unités de protection du peuple » kurdes (YPG), le bras armé du PYD,.
572 soldats turcs franchissent le poste-frontière de Mürşitpınar situé en face de Kobané le 21 février 2015, à 21 h. La colonne blindée, qui comprend 39 chars et 57 véhicules blindés, se scinde en deux pour mener à bien ses deux missions : l'évacuation du mausolée et la sécurisation d'un nouveau site à la frontière pour y réinstaller le tombeau. Les Turcs atteignent le site du mausolée, à 35 km de la Turquie, peu après minuit. Quatre heures plus tard, ils évacuent le mausolée après avoir effectué une cérémonie religieuse au cours de laquelle ils exhument les reliques de Suleiman Chah. Ils détruisent les installations du tombeau afin que celles-ci ne soient pas réutilisées par l'Etat islamique. Les Turcs ne rencontrent aucune résistance lors de l'opération, mais un des soldats est cependant tué accidentellement.
Le nouveau site où reposent les reliques de Suleiman Chah est situé dans l'arrière-pays de Kobané, à 22 km à l'ouest de la ville, et à proximité immédiate du village turc d'Eşmeler situé dans le district de Birecik à 200 m  du tombeau. Cette zone a été libérée de l'emprise de l’État islamique dix jours seulement avant l'opération Şah Fırat. Le Premier ministre turc a souligné que cette relocalisation n'était que temporaire et que l'ancien site devrait être réhabilité une fois la guerre finie en Syrie.

#### Projet de retour du tombeau
Le commandant en chef des Forces démocratiques syriennes a réitéré en décembre 2024, à la suite du régime du président Assad, leur engagement à rendre le tombeau du sultan Suleiman Shah à son ancien emplacement, confirmant qu’ils sont prêts à garder la route menant au site ouverte et à fournir toutes les installations nécessaires.